# Минойское искусство
Минойское искусство — искусство минойской цивилизации, существовавшей на острове Крит и близлежащих мелких островах в 2700—1400 годы до н. э. Минойское искусство отличалось самобытностью и, несмотря на прослеживающиеся культурные связи с более древней египетской цивилизацией и более поздней древнегреческой (элладской), не было на них похоже.
Минойцы достигли высокого уровня мастерства в изобразительном искусстве, наиболее широко известны их фрески (большая часть сохранилась лишь фрагментарно и была восстановлена на основе исследований). Минойская архитектура представлена дворцовыми комплексами, наиболее известным из которых является Кносский дворец (также дошедший до нас в виде руин).

## Архитектура
Минойская культура относится к дворцовому типу, то есть, политическим, экономическим и культурно-религиозным центрами являлись дворцовые комплексы, наиболее известным из которых является Кносский дворец на Крите. Помимо Кносса, известны еще три крупных дворца: в Фесте, Малии и Закросе. Они были заложены в начале 2-го тысячелетия до н. э.
В период расцвета минойской культуры, так называемый новодворцовый период (1700—1350 до н. э.) дворцы строятся многоэтажными, с множеством окон, широкими лестницами и коридорами, рядами помещений сакрального характера, складами, приемными, пиршественными и церемониальными залами, с хорошо продуманной системой водоснабжения и канализации. Кносский дворец занимал площадь 22 тысячи м² и состоял из более чем 1500 помещений. Его стены были украшены фресками и узорами, деревянные колонны окрашены в красный и черный цвета.
Около 1350 года до н. э. в результате т. н. «катастрофы бронзового века» минойская культура приходит в упадок. На остров приходят захватчики — ахейцы. Они строят свои сооружения (дворцы и мегароны — жилые дома) на развалинах минойских архитектурных памятников.

## Фрески
Минойские фрески сохранились плохо из-за особенностей климата (морской ветер), нескольких разрушительных землетрясений и цунами, а также многочисленных завоеваний острова. Иногда лишь 5 % являются оригинальными, а остальной рисунок реконструируется на основании обнаруженных микроследов краски. Артур Эванс, которому принадлежит слава первооткрывателя минойской цивилизации, нанял швейцарского художника Эмиля Жильерона и его сына для реставрации обнаруженных фресок. Работа Жильеронов очень важна для популяризации минойского искусства и воссоздания его величественности и яркости, но достоверность их реконструкций дискуссионна.
Технология создания древних фресок была следующей: на каменную кладку стены наносился нижний слой, состоящий из глины с примесями (например, соломы). На слой глины наносили известь в один или два слоя, причем второй был разбавленный и смешанный с клеем. Затем выполняли роспись по сырой поверхности. Краски были преимущественно минеральными: известь (белый), гематит (красный), желтая охра, аспидный сланец (черный), малахит (зеленый). Синий цвет обеспечивал пигмент под названием египетская синь — искусственный краситель, получаемый из песка, мела, соды и окиси меди. В более ранний период фон был чаще всего красным, затем получил распространение насыщенный египетский синий, что служит свидетельством культурных связей Крита и Египта в бронзовом веке.
Фрески изображают людей, животных, растения, узоры и орнаменты. По изображениям людей можно судить о моде и повседневных занятиях минойцев. Встречаются как мужчины, так и женщины; разных статусов: от рыбаков и сборщиков шафрана до пышно одетых людей, которых обычно определяют как жрецов (жриц) или царей. Как и в древнеегипетском искусстве, мужчины и женщины изображались с разным цветом кожи — красновато-смуглый для мужчин и белый для женщин. Из животных встречаются обезьяны, быки, дельфины, рыбы, птицы, а также фантастические существа (например, грифон).
Для минойских фресок характерно наличие «рамки» из орнамента снизу и сверху, а иногда и с четырех сторон (как, например, в знаменитой фреске, изображающей игры с быком).
Все фрески выполнялись яркими цветами, без передачи светотени. Минойцам не была известна линейная перспектива.
- Принц лилий
- Боксирующие мальчики
- Рыбак
- Собирательница шафрана
- Голубые обезьяны

## Вазопись
Минойцы славились своей керамикой. Изготавливать сосуды из обожженной глины на Крите начали в эпоху неолита. В более поздний период появились узнаваемые стили вазописи, ставшие, наряду с Кносским дворцом и Фестским диском, символами минойской цивилизации.

## Ювелирное дело
Минойцы носили большое количество украшений: разнообразные ожерелья, бусы, перстни с печатями, серьги, браслеты, диадемы. Также украшения, в том числе золотые фигурки, пришивали к одежде. Основным материалом ювелирных изделий было золото, несмотря на то, что на Крит его приходилось импортировать из других стран. Минойцы освоили зернь, о чем свидетельствует кулон из Малии, изображающий двух ос на сотах.
Формы украшений очень разнообразны. Встречаются изображения животных, птиц, растений, узоры из точек, линий, завитков. Бусы делались из цветного стекла, керамики, кварца, лазурита, сердолика, агата, аметиста. Сами бусины разнообразны по формам и размерам (круглые, цилиндрические, плоские, рифленые и т.д).
Кольца с печатью также изготавливались из золота и по форме напоминают греческие кольца — плоская овальная площадка и тонкий ободок.
На Крите найдено множество золотых лабрисов, явно ритуального назначения, поскольку золото никогда не используется как материал для боевого оружия. Золотые лабрисы покрыты орнаментом или надписями. Например, топор, найденный в «сакральной пещере» Аркалохори имеет вырезанные на одном из лезвий четыре символа Линейного письма А (не расшифрованного).
Сокровище Эгины — минойский клад, найденный на острове Эгина. Эгина расположена довольно далеко от Крита, ближе к полуострову Пелопоннес, но на Эгине обнаруживали артефакты, относящиеся к кикладский и минойской культуре. Клад состоит из двух пар серег, трех диадем, кулона, браслета, золотой чаши, четырех колец, бус и подвесков, а также орнаментированных золотых бляшек и полосок. Предметы созданы между 1850 и 1550 годами до н. э. 
- Золотая серьга с подвесками. Сокровище Эгины
- Бусины различных видов. Сокровище Эгины
- «Повелитель животных». Золотой кулон изображает бога, держащего в каждой руке по птице
- Кулон из Малии
- Ритуальный орнаментированный лабрис
- Кольцо с печатью. Кносс, 1450–1400 до н.э.